# 凯尔茜·塞尔瓦
凯尔茜·塞尔瓦（英語：Kelsey Serwa，1989年9月1日—），加拿大女子自由式滑雪运动员，主攻障碍追逐。她曾代表加拿大参加2010年、2014年和2018年冬季奥林匹克运动会自由式滑雪比赛，获得一枚金牌。